# WAIS
WAIS je ena od prvotnih iskalnih možnosti razvitih za iskanje spletnih strani.  WAIS je bil razvit leta 1988 v projektu "Thinking Machines Inc" za indeksiranje in iskanje indeksov dokumenta

## Iskanje z WAIS:
Odjemalec prikaže kazalo delujočih strežnikov. Uporabnik izbere poljubno število tistih strežnikov, za katere misli, da lahko vsebujejo želene informacije. Uporabnik vnese iskalno zahtevo v izbrano bazo podatkov. WAIS posreduje zahtevo izbranim informacijskim strežnikom po celem svetu in od njih zbere odgovore. V rezultate vključi vse besede, ki ustrezajo zahtevam iskanja. Uporabnik nato lahko naloži celotno besedilo. WAIS-ovo iskanje je torej globalno.
WAIS vključuje ustreznost razvrstitve, ki dodeljuje faktor za vse indeksirane besede. Besede, ki se pojavijo v naslovu bodo imele višjo ustreznost. Besede, ki se uporabljajo manj pogosto, pa bodo imele nižjo ustreznost. Pomembno je tudi, kolikokrat se beseda uporablja v dokumentu.